# Pentrassine
Le Pentrassine (o pentassine, pentraxine, o pentaxine), sono una famiglia di proteine altamente conservate lungo la filogenesi, contenenti un dominio caratteristico e implicate nelle risposte infiammatorie di fase acuta. Di questa famiglia fanno parte alcune proteine di fase acuta come la Proteina C Reattiva. La pentrassina 3 (PTX3) aumenta significativamente nel corso di infezioni severe e i suoi livelli nel liquor aiutano a distinguere una meningite batterica da una non batterica.